# Alzoniella lucensis
Alzoniella lucensis е вид коремоного от семейство Hydrobiidae. Видът е незастрашен от изчезване.

## Разпространение
Разпространен е в Испания.